# Gary Alcorn
Gary R. Alcorn (Fresno, 8 ottobre 1936 – Fresno, 29 novembre 2006) è stato un cestista statunitense, professionista nella NBA.

## Carriera
Venne selezionato dai Detroit Pistons al terzo giro del Draft NBA 1959 (16ª scelta assoluta).